# 卡萨莱克雷马斯科-维多拉斯科
卡萨莱克雷马斯科-维多拉斯科（義大利語：Casale Cremasco-Vidolasco），是意大利克雷莫纳省的一个市镇。总面积8.95平方公里，人口1837人，人口密度205.3人/平方公里（2009年）。国家统计（ISTAT）代码为019017。